# Money in the Bank (2015)
Money in the Bank (2015) — шестое по счёту шоу Money in the Bank, PPV-шоу производства американского рестлинг-промоушна WWE. Шоу прошло 14 июня 2015 года на арене «Нэшнуайд-арена» в Колумбусе, Огайо, США.
На шоу было проведено семь матчей, включая один матч на предварительном шоу. В главном событии Сет Роллинс сохранил титул чемпиона мира WWE в тяжёлом весе в матче с лестницами против Дина Эмброуза.

## Матчи
| №                                                          | Матч                                                                                             | Условия                                                                                          | Время |
| ---------------------------------------------------------- | ------------------------------------------------------------------------------------------------ | ------------------------------------------------------------------------------------------------ | ----- |
| 1P                                                         | R-Truth победил Короля Барретта                                                                  | Одиночный матч                                                                                   | 05:41 |
| 2                                                          | Шеймус победил Невилла, Дольфа Зигглера, Рэнди Ортона, Романа Рейнса, Кофи Кингстона и Кейна     | Матч с лестницами Money in the Bank за возможность боя за титул чемпиона мира в тяжёлом весе WWE | 20:50 |
| 3                                                          | Никки Белла (с) победила Пэйдж                                                                   | Одиночный матч за титул чемпионки див                                                            | 10:18 |
| 4                                                          | Биг Шоу победил Райбека (с) по дисквалификации из-за вмешательства Миза                          | Одиночный матч за титул интерконтинентального чемпиона WWE                                       | 05:28 |
| 5                                                          | Джон Сина победил Кевина Оуэнса                                                                  | Одиночный матч                                                                                   | 20:15 |
| 6                                                          | «Игроки Прайм-тайм» (Даррен Янг и Тайтус O’Нил) победили «Новый день» (Биг И и Ксавье Вудса) (с) | Матч за титулы командных чемпионов WWE                                                           | 05:48 |
| 7                                                          | Сет Роллинс (c) победил Дина Эмброуза                                                            | Матч с лестницами за титул чемпиона мира в тяжёлом весе WWE                                      | 35:40 |
| P — означает матч на пре-шоу (c) — чемпион на начало матча |                                                                                                  |                                                                                                  |       |